# Cytisus orientalis
Cytisus orientalis är en ärtväxtart som beskrevs av Jean Loiseleur-Deslongchamps. Cytisus orientalis ingår i släktet kvastginster, och familjen ärtväxter. Inga underarter finns listade i Catalogue of Life.